# Пятидни
Пяти́дни (укр. П'ятидні) — село в Устилугской городской общине Владимирского района Волынской области Украины.
Население по переписи 2001 года составляло 841 человек. Почтовый индекс — 44730. Телефонный код — 3342. Занимает площадь 13 км². Код КОАТУУ — 0720584801.